# 下费瑟奈姆
下费瑟奈姆（法語：Fessenheim-le-Bas，法語發音：[fɛsənaim lə ba]）是法国下莱茵省的一个市镇，属于萨韦尔讷区。

## 地理
下费瑟奈姆（48°38'1"N, 7°32'23"E）面积4.95 平方千米，位于法国大東部大區下莱茵省，该省份为法国大陆部分最东部的省份，是阿尔萨斯的一部分，今与上莱茵省组成了阿尔萨斯欧洲集体，其南至上莱茵省，西南接孚日省和默尔特-摩泽尔省，西接摩泽尔省，北与德国接壤。
与下费瑟奈姆接壤的市镇（或旧市镇、城区）包括：多瑟南科谢尔斯贝尔、菲尔德奈姆、纳加尔坦伊特勒南、屈托尔赛姆、马尔勒奈姆、诺尔代姆、夸策奈姆、什内尔赛姆。
下费瑟奈姆的时区为UTC+01:00、UTC+02:00（夏令时）。

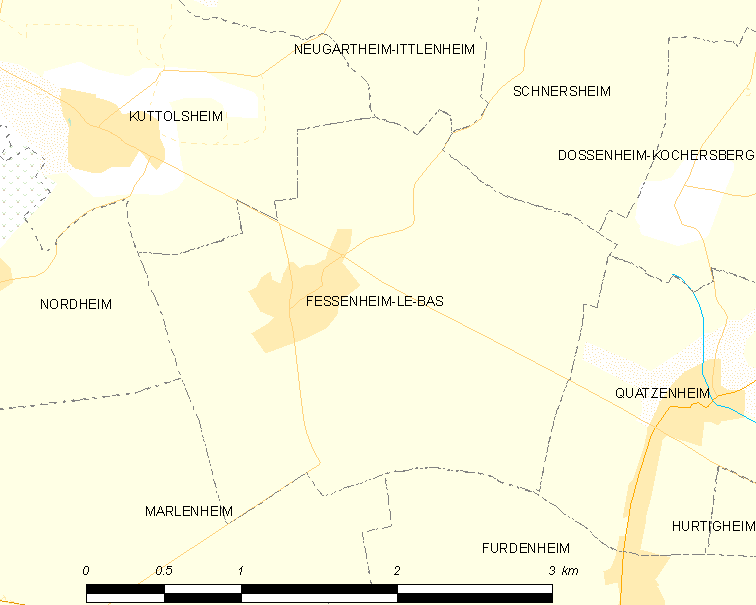
下费瑟奈姆的OSM定位图

## 行政
下费瑟奈姆的邮政编码为67117，INSEE市镇编码为67138。

## 政治
下费瑟奈姆所属的省级选区为布克斯维莱尔县。

## 人口

1962-2008年间下费瑟奈姆人口变化图示

下费瑟奈姆于2022年1月1日时的人口数量为577人。